# Београдска сахат-кула
Београдска сахат-кула је кула Горњег града Београдске тврђаве. Кула се издиже изнад капије, а капија је управо по овој кули добила назив. Спада у најзначајнија и најочуванија знамења Горњег града.

## О Сахат-кули
Изградња Сахат-куле је почела 1740. године за време аустроугарске управе под вођством венецијанског градитеља Андреа Корнара, а довршена 1789. године, тада већ под турском влашћу али са истим градитељем. Осмоугаона барокна кула има сат по коме су и капија и кула добиле име. И кула и капија наслањају се на средњовековни зид Горњег града.

## Обнова куле
У првим деценијама 19. века кула је била у рушевном стању па је око 1840. године била темељно обновљена. Током последњих година турске владавине уз Сахат капију призидано је једно приземно здање у коме се налазила кантина официра турског гарнизона.
Данашњи часовник (оспособљен 2003. године) је израђен почетком 20. века у звоноливници Пантелић из Земуна. Но иако је првобитни Пантелићев механизам обновљен и оспособљен, ипак је уграђен микрорачунарски контролисан систем са електромоторима, сензорима и електромагнетима који откуцава на четврт сата док се стари механизам чува.

## Раније куле
На дрворезу Волфганга Реса из времена када су Турци освојили Београд 1521-22. је приказана палата на северном бедему Горњег града, источно од замка, са сат кулом окренутом га Доњем граду. Кула веома наликује немачким кулама баварског типа, из чега се може претпоставити да потиче из времена Улриха Цељског. Обзиром да је то исто време монаха Лазара, може се претпоставити да је сатни механизам домаће израде, а да је кула изграђена по немачким плановима. Кула је порушена 1521. године током турске опсаде града и не постоје никакви археолошки подаци о њој.